# اندیس آنومالی سربناو
آنومالی سربناو یک اندیس فلزی است که در حوالی شهر کامیاران استان کرمانشاهان قرار دارد و مادهٔ معدنی موجود در آن، طلا است.  